# Cantone di Saint-Genest-Malifaux
Il Cantone di Saint-Genest-Malifaux era una divisione amministrativa dell'arrondissement di Saint-Étienne.
È stato soppresso a seguito della riforma complessiva dei cantoni del 2014, che è entrata in vigore con le elezioni dipartimentali del 2015.
Comprendeva i comuni di:
- Le Bessat
- Jonzieux
- Marlhes
- Planfoy
- Saint-Genest-Malifaux
- Saint-Régis-du-Coin
- Saint-Romain-les-Atheux
- Tarentaise